# Jiang Rong
Lü Jiamin (呂嘉民), plus connu sous le pseudonyme Jiang Rong (姜戎) (né à Jiangsu en 1946) est un écrivain chinois, auteur du Totem du loup en 2004.

## Biographie
Jiang Rong est né dans une famille de militaires, militants maoïstes. Il est marié à Zhang Kangkang une écrivaine célèbre en Chine.
En 1967, Jiang Rong est un Garde rouge et va vivre en Mongolie-Intérieure.Il appartient à cette génération des "jeunes instruits", que Mao arrache à leurs collèges et lycées pour les envoyer dans des campagnes éloignées se faire "rééduquer par les paysans pauvres et moyens-pauvres". Ils étaient destinés à y passer leur vie, en tant que "paysans d'un type nouveau dotés d'une conscience socialiste". Jiang Rong publie en 1970, un article critiquant la Révolution culturelle. Il est alors condamné à 3 ans et demi de prison.
L'écrivain a été emprisonné de 1970 à 1973 pour avoir stigmatisé le maréchal Lin Biao, désigné par Mao comme son dauphin. Pendant cette période, il a craint d'être fusillé. Cet emprisonnement va l'inciter à participer aux principales manifestations démocratiques.
En 1978, il rejoint Pékin pour terminer ses études. Puis il enseigne les sciences politiques et sociales.
En 1979, pendant le premier « printemps de Pékin », il fait partie d'une revue la plus dynamique du mouvement.
Jiang Rong participe aux manifestations pacifistes de Tian'anmen  à la tête d'un mouvement syndical. Après le 4 juin, il est arrêté et condamné à un an et demi de prison.
En sortant de cette épreuve, son engagement de citoyen change de direction. « Je me suis dit que ma mission était ailleurs. Cela finissait toujours pareil, il y avait des millions de gens dans la rue, puis dès qu'on était arrêtés, plus personne!  Les chinois n'étaient pas prêts. »
Il  publie son roman Le Totem du loup en 2004 sous le pseudonyme de Jiang Rong. Le livre connaît un succès immédiat. Il est publié dans 24 pays. En 2008 l'écrivain s'affiche sous son véritable nom Lu Jiamin.

## L'écrivain
Parmi les auteurs qui l'ont influencé, il cite : Balzac, Tolstoï, Jack London, et Jane Austen. Pour son roman Le totem du loup, Jiang Rong s'est inspiré de la méthode de Jean de La Fontaine pour l'utilisation des animaux « ne jamais attaquer le pouvoir politique de front, mais le ridiculiser par une fable dont les animaux sont les héros ». Lorsqu'il est étudiant, il dévore aussi avec délectation les livres interdits, comme Le Rouge et le Noir de Stendhal, Le contrat social de Jean-Jacques Rousseau, Jean-Christophe de Romain Rolland.

## Récompense
En 2007, Jiang Rong reçoit le Asian Literary Prize (en). L'auteur n'a pas été autorisé de se rendre à Hong Kong pour recevoir son prix.